# Police Academy 2
Police Academy 2: Their First Assignment is een Amerikaanse komediefilm uit 1985 en de tweede film in de reeks Police Academy-films. De film was al minder populair dan zijn voorganger. Hoofdrollen worden vertolkt door Steve Guttenberg, Art Metrano en Howard Hesseman. De film is geregisseerd door Jerry Paris.

## Verhaal
Carey Mahoney, Larvell Jones, Eugene Tackleberry, Moses Hightower, Laverne Hooks en Douglas Fackler hebben hun opleiding tot agent afgerond en zijn nu klaar voor het echte politiewerk. Ze worden tewerkgesteld op een politiebureau in een van de meest criminele wijken van de stad. Dit bureau wordt geleid door commandant Lassards jongere broer, hoofdinspecteur Pete Lassard.
De criminaliteit in de wijk waar het bureau staat is in korte tijd met 20 procent gestegen. De oorzaak hiervan is een graffiti-verspreidende bende onder leiding van een zekere Zed. Niemand weet waar ze vandaan komen. Peter Lassard staat onder druk van Commissaris Hurst om binnen 30 dagen een eind te maken aan de criminaliteit. Buiten zijn weten om wordt hij tegengewerkt door de eveneens op het bureau werkende inspecteur Mauser. Hij wil koste wat het kost de nieuwe agenten laten falen zodat Lassard wordt ontslagen en hij zelf hoofdinspecteur wordt.
Alle agenten krijgen een reeds ervaren partner toegewezen voor hun eerste werkdagen. Tackleberry's partner is de motoragente Kathleen Kirkland, op wie hij meteen verliefd wordt.
De oorlog tegen de graffiti-bende verloopt echter moeizaam, en niet alleen vanwege de tegenwerkingen van Mauser. De agenten zelf maken er ook een potje van (onder andere door in een winkel een vuurgevecht aan te gaan met elkaar). De situatie escaleert nog verder wanneer hoofdinspecteur Lassard zelf overvallen wordt.
Pete zoekt zijn broer op en klaagt over de onervarenheid van de door hem opgeleide agenten. Eric stelt voor de graffitibende uit hun tent te lokken met een straatfeest. Nadat Zed en zijn bende het feest in het honderd schoppen en wederom weten te ontsnappen, wordt Pete ontslagen en wordt Mauser kapitein.
Mahoney beledigt Mauser en wordt ontslagen. Hij ontmoet Pete Lassard en ze bereiden een undercoveractie voor. Mahoney doet zich voor als een straatcrimineel en wordt zo al snel opgenomen in Zeds bende. Zo ontdekt hij hun schuilplaats in de oude dierentuin. Hij alarmeert zijn collega's met een meegenomen zender en de hele bende wordt ingerekend. Pete Lassard krijgt zijn baan terug.
Gedurende de film ontwikkelt de relatie tussen Tackleberry en Kirkland zich steeds verder. Op het eind trouwen ze dan ook. De trouwwagen is helemaal in de stijl van Tackleberry: een monstertruck.

## Rolverdeling
| Acteur              | Personage                    |
| ------------------- | ---------------------------- |
| Steve Guttenberg    | Agent Carey Mahoney          |
| Bubba Smith         | Agent Moses Hightower        |
| Michael Winslow     | Agent Larvell Jones          |
| David Graf          | Agent Eugene Tackleberry     |
| Bruce Mahler        | Agent Douglas Fackler        |
| Marion Ramsey       | Agent Laverne Hooks          |
| Colleen Camp        | Agent Kathleen Kirkland      |
| Howard Hesseman     | Hoofdinspecteur Pete Lassard |
| Art Metrano         | Inspecteur Mauser            |
| Bobcat Goldthwait   | Zed                          |
| George Gaynes       | Commandant Eric Lassard      |
| Lance Kinsley       | Brigadier Proctor            |
| Peter Van Norden    | Agent Vinnie Schtulman       |
| Julie Brown         | Chloe                        |
| Tim Kazurinsky      | Mr. Schweechuk               |
| George R. Robertson | Commissaris Hurst            |
| Christopher Jackson | Mojo                         |
| Church Ortiz        | Flacko                       |

## Achtergrond
Na het succes van de eerste Police Academy-film wilde men snel een vervolg maken om mee te liften op dit succes. De film staat dan ook een beetje buiten de serie van eerste Police Academy-films. De academie speelt in deze film bijna geen rol aangezien de agenten nu te werk worden gesteld op een politiebureau.

## Prijzen en nominaties
- In 1986 won de film in Duitsland een Golden Screen.

## Trivia
- Hoewel Tim Kazurinsky's personage in de film Sweetchuck wordt genoemd, staat hij in de aftiteling vermeld als "Merchant".
- Twee van Jerry Paris' kinderen deden mee in de film.
- Hoewel iedereen hem Sweetchuck noemt, is de echte naam van Tim Kazurinsky's personage "Schweechuk". Dit is te zien op een bord in de etalage van zijn winkel.